# Andrew Onderdonk
Pour les articles homonymes, voir Onderdonk.
Andrew Onderdonk (né le 30 août 1848, mort le 21 juin 1905) était un entrepreneur en construction américain. 

## Biographie
Ses projets majeurs incluent la construction du Canadien Pacifique (Canadian Pacific Railway), ainsi que celle du mur de protection du Port de San Francisco (San Francisco Seawall). Originaire de la ville de New York et d'ascendance néerlandaise, il fit ses études au Rensselaer Polytechnic Institute. Il débuta par la suite sa carrière dans le New Jersey où il était chargé de superviser des chantiers de lotissements et de routes. Il travailla ensuite comme chef de travaux sur plusieurs projets d'infrastructures pour le compte du financier Darius Ogden Mills. Lorsque la ville de New York lança un appel d'offres pour la construction des premières lignes souterraines de son métro en 1900, Onderdonk formula une offre. Cependant, la ville retint celle de August Belmont qui fonda l'Interborough Rapid Transit Company en 1902.